# Adelard de Bath
|  | No s'ha de confondre amb Pere Abelard. |

Adelard de Bath (llatí: Adelardus Bathensis)  (Bath, c. 1075 - Bath, c. 1160) fou un filòsof anglès del segle xii. És conegut per les seves traduccions al llatí de moltes obres científiques àrabs importants d'astronomia, filosofia, matemàtiques i astrologia, incloent antics textos grecs que només existien com a traduccions a l'àrab i foren així introduïdes a Europa.

## Vida
Tot el que coneixem de la seva vida s'infereix de les seves pròpies obres, amb algunes (poques) referències externes. És possible que en la seva infantesa fos deixeble del jueu convers aragonès Pedro Alfonso (Moshé Sefardí) quan aquest va viatjar per Anglaterra. Probablement impulsat pel bisbe John de Villula, va marxar a estudiar a Tours (França), des d'on va passar a Laon, a les escoles fundades per Anselm de Canterbury, com a professor. Entorn de 1110 va començar un viatge de set anys per Salern, Sicília. Cilícia, Síria i, probablement, Palestina.
Alguns autors suposen que va passar també per Espanya, però no existeixen fons fiables que ho acreditin. Aquesta suposició està basada en el seu coneixement de l'idioma àrab i en la possessió de texts científics àrabs per a traduir. Però el coneixement de l'idioma és més probable que l'obtingués a Sicília i els texts podrien haver estat enviats per altres anglesos residents a la península com Robert de Chester o pel seu antic mestre, Pedro Alfonso.
L'any 1130 tornava a ser a Bath i les últimes notícies que se'n coneixen són que, entre 1142 i 1146, treballava en un tractat sobre l'astrolabi.

## Obra original
- De eodem et diverso, escrit abans del 1116. Es tracta d'un diàleg entre Filocosmia i Filosofia,[6] en el que el primer defensa els plaers mundans i el segon la saviesa. Davant la idea que només la voluntat divina podia explicar la naturalesa, intentà buscar alguna mena d'explicació racional. Afirmà que és feliç qui pot comprendre les causes de les coses[7]
- Questiones naturales, escrit abans de 1137. Es tracta d'un diàleg amb un nebot fictici[8] i s'estructura en 76 capítols que cobreixen les qüestions més diverses sobre la naturalesa. Es mostra un ferm defensor de l'experimentació.
- De avibus tractatus, que és un tractat sobre les aus, i un tractat sobre l'àbac, tots dos de data incerta, però probablement anteriors al seu viatge a l'Orient.[9]

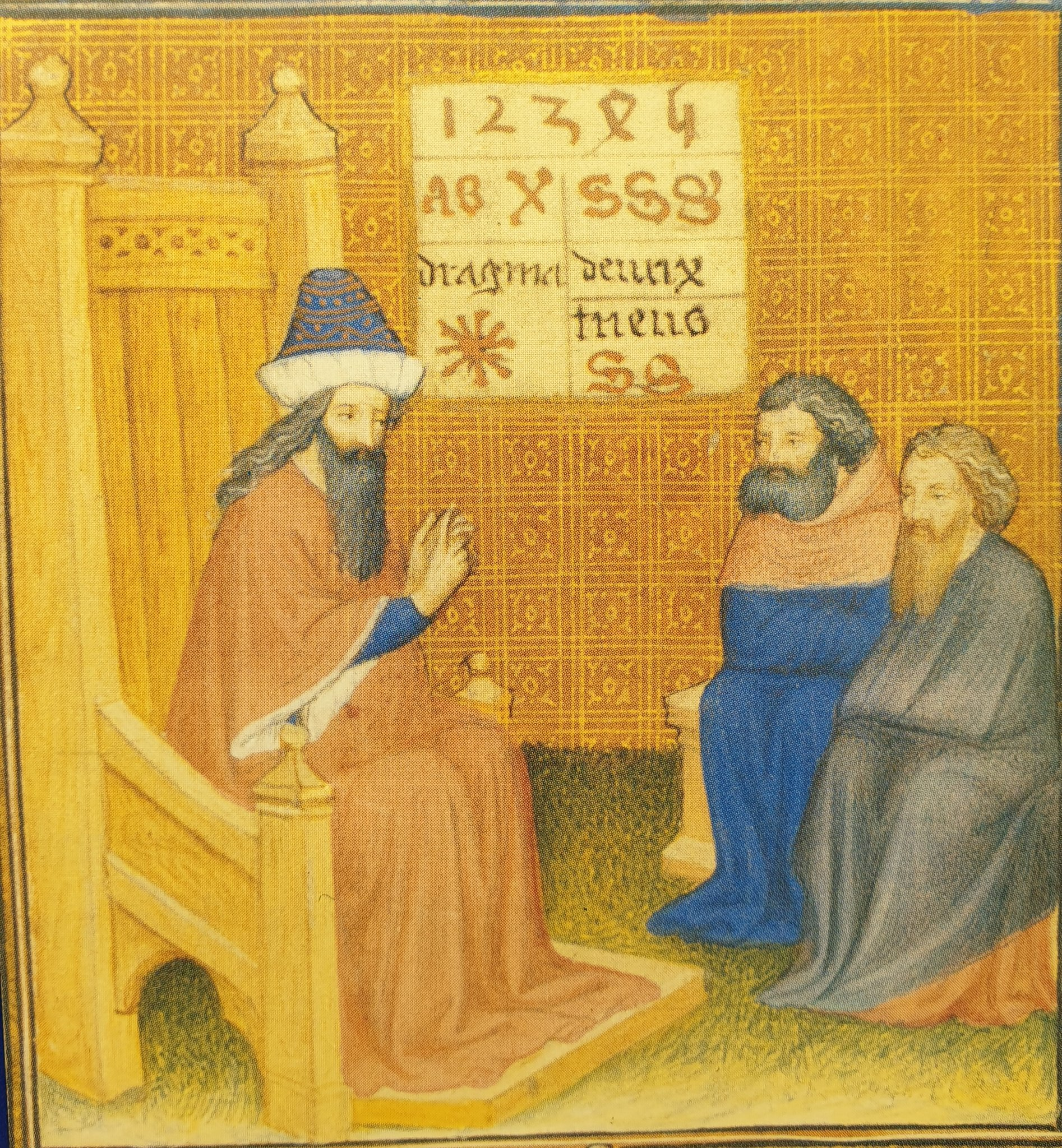
Miniatura extreta d'una còpia del segle XV del seu tractat sobre l'àbac.

- Tractat sobre l'astrolabi.
- Llibre d'aritmètica, basat en l'obra de Boeci.

## Traduccions
La traducció més important que va fer Adelard va ser la dels Elements d'Euclides. Marshall Clagett ha estudiat els manuscrits existents i ha arribat a la conclusió que Adelard en va fer tres traduccions diferents:
- Adelard I: És una traducció completa dels Elements (incloent els llibres XIV i XV que no són d'Euclides sinó d'Hipsicles), tot i que s'han perdut alguns fragments (el llibre IX i algunes proposicions dels llibres X i XV). Es considera que la font a traduir va ser la traducció àrab que havia fet al segle ix Al-Hajjaj.
- Adelard II, d'un caràcter totalment diferent. No solament canvien els enunciats, sinó que les demostracions se substitueixen per esquemes. Probablement va ser la versió utilitzada per Campanus de Novara al segle xiii per a fer l'edició que més es va difondre per Europa i que va ser la primera a imprimir-se el 1486.
- Adelard III, que no sembla una traducció sinó un comentari. No és clar si és un comentari original seu o una traducció de font desconeguda.

Adelard també va traduir el Zij (Taules astronòmiques) de Muhàmmad ibn Mussa al-Khwarazmí.